# ビジョン (企業)
株式会社ビジョン（英: VISION INC.）は東京都新宿区に本社を置き、モバイルWi-Fiルーターのレンタルサービス、固定通信・移動体通信・ブロードバンドサービスの加入取次ぎなどを行う日本の企業。

## 概要
1995年6月に静岡県富士宮市にて有限会社ビジョンを設立。電気通信サービスの加入取り次ぎを行う。1996年5月に株式会社ビジョンに法人化。2007年2月にチーム・マイナス6%（現：チャレンジ25キャンペーン）に参加宣言を行い、CSR活動も開始。2009年には18都道府県33拠点に拡大。2012年7月にWi-Fiレンタルを開始。

## 商標登録
- 電話加入権ドットコム　商標登録（登録第5172041号）
- 法人携帯ドットコム　商標登録（登録第5203437号）
- ビジフォンドットコム　商標登録（登録第5291034号）
- SEO対策ドットコム　商標登録（登録第5337411号）
- ホワイトワープ　商標登録（登録第5446191号）
- モバサポ　商標登録（登録第5482234号）
- ビジョンモバイル　商標登録（登録第5483212号）
- VisionGlobalWiFi　商標登録（登録第5483213号）
- e-ca　商標登録（登録第5483214号）
- グローバルＷｉＦｉ商標登録（登録第5492987号）

## 加盟団体
- EOジャパン[7]
- ダイヤモンド経営者倶楽[8]
- 一般財団法人全日本電気通信サービス取引協会
- 経済界倶楽部
- 東京和僑会[9]
- 一般社団法人新経済連盟(eビジネス推進連合会)[10]
- 特定非営利活動法人関西を元気にする会[11]

## 受賞・選出歴
- ベストベンチャー100　2008年度受賞[12]
- 人財力100　2010年受賞[13]
- 2009CRMベストプラクティス賞受賞[14]

## 関連会社
- 株式会社メンバーズネット
- ベストリンク株式会社
- Vision Mobile Korea Inc.